# 장흥용산중학교
장흥용산중학교(長興蓉山中學校)는 대한민국 전라남도 장흥군 용산면 인암리에 위치한 공립 중학교이다.

## 학교 연혁
- 1971년 3월 9일 : 개교
- 2021년 3월 1일 : 제19대 김석중 교장 부임
- 2023년 1월 6일 : 제50회 졸업식 11명 졸업(총 졸업생 수 4,809명)
- 2023년 3월 1일 : 장흥용산초·중학교통합학교 운영

## 참고 자료
- 장흥용산중학교 - 한국교육학술정보원 학교알리미